# Playstation Now
Playstation Now (PS Now), i marknadsföringssyfte PlayStation Now, är en prenumerationsbaserad streamingtjänst för cloud gaming, från Sony Interactive Entertainment. Tjänsten gör det möjligt för medlemmar att streama Playstation 2, Playstation 3 och Playstation 4-spel på Playstation 4 och PC. Playstation 2 och Playstation 4-spel finns också tillgängliga för nedladdning på Playstation 4.